# Hana Fousková
Hana Fousková (5. května 1947 Šluknov – 10. listopadu 2015 Liberec) byla severočeská spisovatelka, básnířka a výtvarnice. Její svébytné dílo vychází mj. ze zkušeností s duševní chorobou, v pozdější fázi života i s rakovinou či zážitkem klinické smrti.

## Život
Většinu života trávila Hana Fousková v Podještědí, které se stalo její domácí krajinou a inspirací. Od dětství si přála malovat a opakovaně se hlásila ke studiu na výtvarných školách. První z nich – textilní výtvarnou školu v Brně – však nedokončila pro nepříznivou životní konstelaci. Stejně pak musela ukončit studium v Praze na střední uměleckoprůmyslové škole na Hollarově náměstí. Skládala rovněž přijímací zkoušky na AVU, neprošla ale přes pohovorovou část.
Na přelomu 60. a 70. let se pohybovala v pražských výtvarnických kruzích (tzv. Křižovnická škola) a okolí undergroundového hnutí. Zúčastnila se dvou polooficiálních výstav, podílela se na jedné ilegální výstavě organizované Věrou Jirousovou. Nakonec se ale v polovině 70. let definitivně vrátila zpět do Podještědí. Ve vesnici Hodky u Světlé pod Ještědem žila a tvořila ve velmi neutěšených podmínkách. Narodila se jí dvojčata, z nichž jedno bohužel v kojeneckém věku zemřelo. K této životní ráně se Fousková často ve své tvorbě navracela.

## Dílo
Od 90. let se Hana Fousková opět intenzivně věnovala malování a psaní, tentokrát již ve svobodných podmínkách. Stala se viditelnou osobností liberecké kulturní scény, byť stále zůstávala společensky spíše na okraji. Své obrazy představila na několika menších výstavách, její texty byly veřejně čteny. Postupně jí vychází tři básnické sbírky, rozsáhlý román s autobiografickými prvky Schizofrenička zůstal zatím pouze v rukopise. Její texty byly zahrnuty i do několika antologií. K publikaci je edičně připravoval básník a editor Jaromír Typlt.
Její malba byla charakteristická značnou expresivitou s převládajícími figurálními motivy. V pozdějším věku se vyskytuje i krajinomalba, opět ovlivněna podhorským prostředím.
O životě Hany Fouskové vznikl též dokumentární film Já špatně zajizvená rána (Jiřina Vávrová, FAMU 2000).

### Vlastní knihy
- FOUSKOVÁ, Hana. Jizvy. Liberec: Fokus MYklub, 1998.
- FOUSKOVÁ, Hana. Troud. Brno: Host, 2003.
- FOUSKOVÁ, Hana. Psice. Praha: Dybbuk, 2011.

### Zdroje o Haně Fouskové
- VÁVROVÁ, J. Já, špatně zajizvená rána. [televizní dokument]. Česká televize, 2002.